# Heppendorf
Heppendorf ist ein Ortsteil der Stadt Elsdorf im nordrhein-westfälischen Rhein-Erft-Kreis.

## Lage
Heppendorf grenzt im Osten an Sindorf, im Süden an Geilrath, im Westen an Stammeln und im Nordwesten an Widdendorf.

## Geschichte

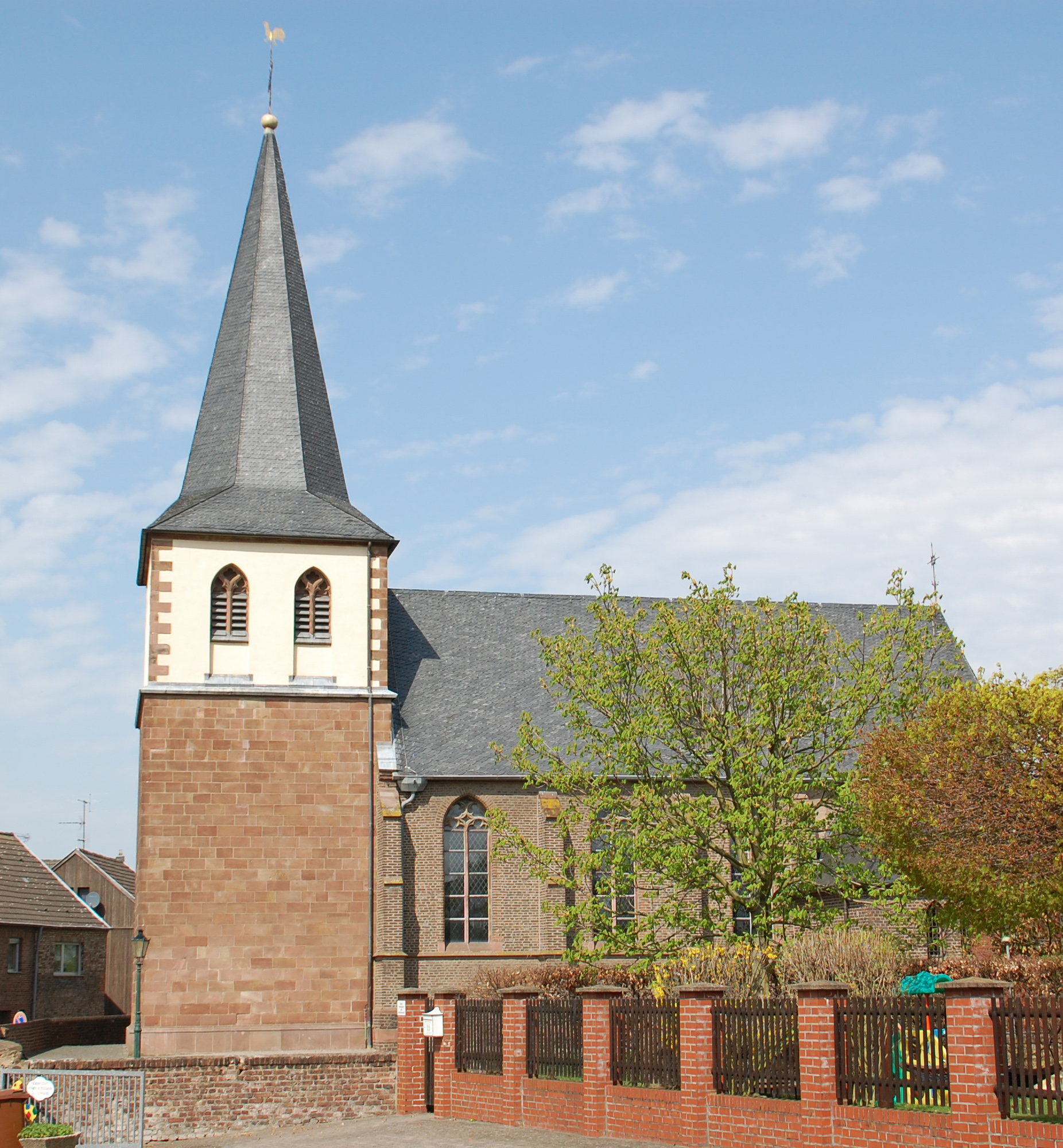
Kirche St. Dionysius

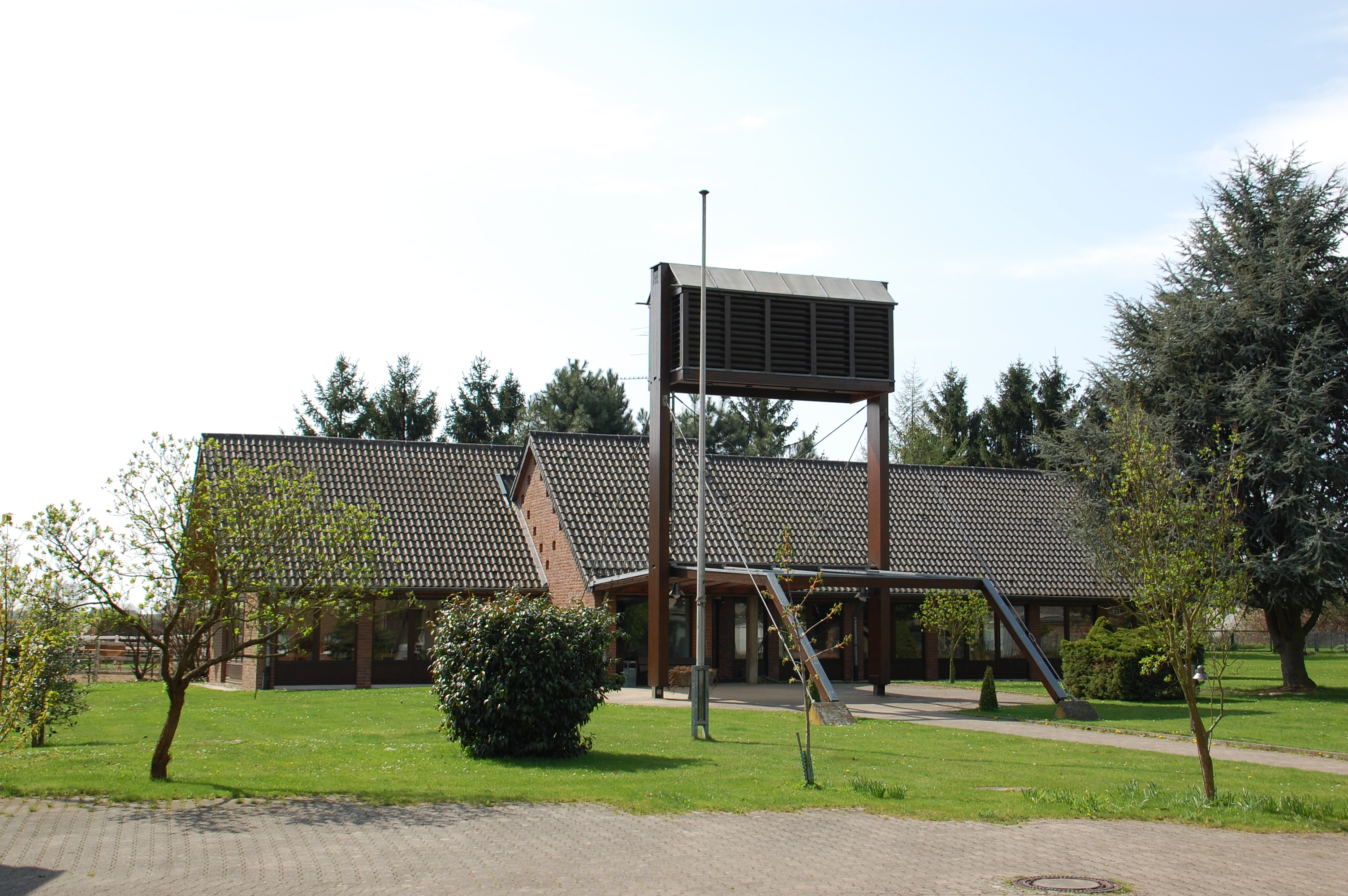
Apostel-Paulus-Kirche

### Ortsgeschichte

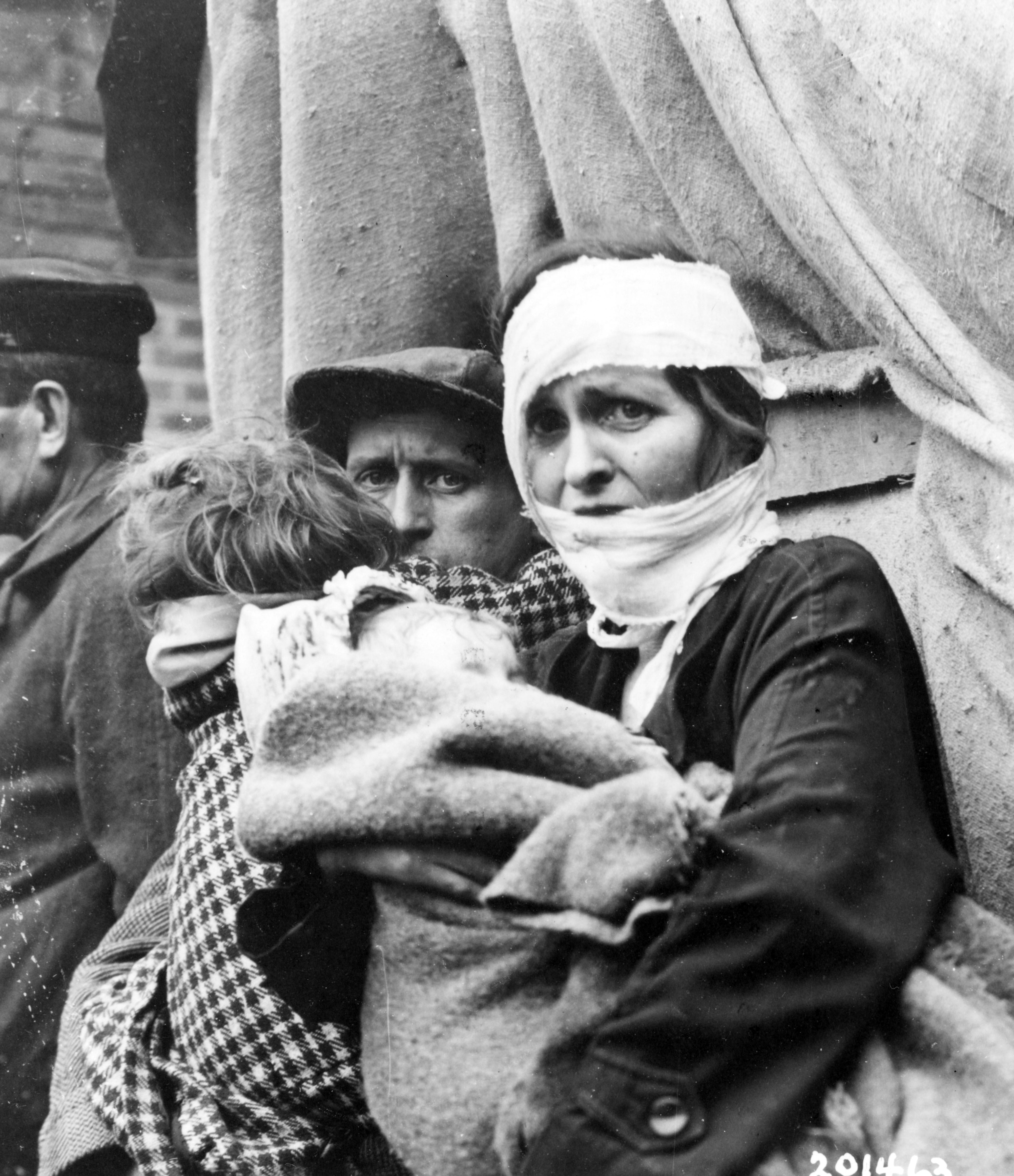
Eine verletzte Mutter mit Kind in Heppendorf, Aufnahme der 104. US-Division (27. Februar 1945)

Aus der Steinzeit und der Römerzeit konnten in Heppendorf Überreste entdeckt werden. Der Ort liegt an der alten Römerstraße Trier–Neuss. Das Kölner Stift St. Gereon besaß schon vor 976 mehrere Güter, unter anderem auch den Fronhof mit seiner Kapelle. Im Jahre 1119 wurden erstmals die Herren von Heppendorf erwähnt, die später als Herren der Burg Elberfeld den Namen von Elverfeld annahmen. Sie dienten den Kölner Erzbischöfen vom 12. bis 14. Jahrhundert als Ministerialen. Seit dem Mittelalter gehörte der Ort zum Amt Bergheim im Herzogtum Jülich. 1794 besetzten französische Revolutionstruppen Heppendorf. Es entstand die Mairie Heppendorf im Kanton Kerpen im Arrondissement Cologne im Département de la Roer. Die Mairie Heppendorf wurde 1800/01 auch als Mairie Grouven bezeichnet. 1815 kam Heppendorf an das Königreich Preußen. 1816 wurde die Bürgermeisterei Heppendorf gebildet, die 1937 mit dem Amt Esch vereinigt wurde und seit 1938 Amt Elsdorf hieß. Seit dem 1. Januar 1975 ist Heppendorf ein Teil der Gemeinde Elsdorf, die seit 2011 Stadtrechte besitzt.

### Einwohnerentwicklung
- 2008: 1914 Einwohner
- 2009: 1919 Einwohner
- 2018: 1921 Einwohner[3]
- 2019: 1862 Einwohner[3]

### Religion
- Katholische Pfarrei St. Dionysius

- Evangelische Apostel-Paulus-Kirche

### Bürgewald
Heppendorf gehört zu den so genannten Bürgewaldgemeinden, die Rechte am Bürgewald besaßen. Dies ist der Legende nach dem heiligen Arnold von Arnoldsweiler zu verdanken, durch den legendären „Ritt um den Bürgewald“. Hauptort der Bürgewaldgemeinden ist Arnoldsweiler. Dorthin mussten die Heppendorfer am Pfingstdienstag, später am Pfingstmontag, dem heiligen Arnold eine Kerze opfern. Dieser Wachszins wurde erst im 19. Jahrhundert aufgelöst.

## Einrichtungen
- Kindertagesstätte
- Löschgruppe Heppendorf

## Denkmalwürdige Bauten
- Burg Stammeln

## Öffentlicher Personennahverkehr
Heppendorf ist durch die VRS-Linien 922, 941 und 988 der Rhein-Erft-Verkehrsgesellschaft und der Firma Tirtey an den öffentlichen Personennahverkehr angeschlossen.
| Linie | Betreiber | Verlauf |
| ----- | --------- | --- |
| 922   | Tirtey    | Bergheim Bf – Zieverich – Thorr – Widdendorf – Heppendorf – Ahe – Kerpen-Sindorf S – Kerpen, Schützenstr. |
| 941   | REVG      | Elsdorf Busbf – Giesendorf – Berrendorf – Widdendorf – Heppendorf – Ahe – Sindorf – Horrem Bf |
| 988   | REVG      | (Stammeln – Heppendorf – Widdendorf – Grouven – Berrendorf-Wüllenrath – Giesendorf –) Elsdorf – Angelsdorf – Esch – Tollhausen – Oberembt – Frankeshoven – Niederembt – Bedburg Schulzentrum / (Kirdorf – Blerichen – Bedburg Bf) |